# Lillheikkilä
Lillheikkilä (finska: Vähäheikkilä) är en stadsdel i storområden Centrum och Skansen-Uittamo i Åbo. Området ligger syd om stadens centrum, mellan Martinsbacken och Parkbacken. 2016 var Lillheikkiläs folkmängd 1 017, varav 924 var finskspråkiga, 60 svenskspråkiga och 33 överiga.

## Bildgalleri

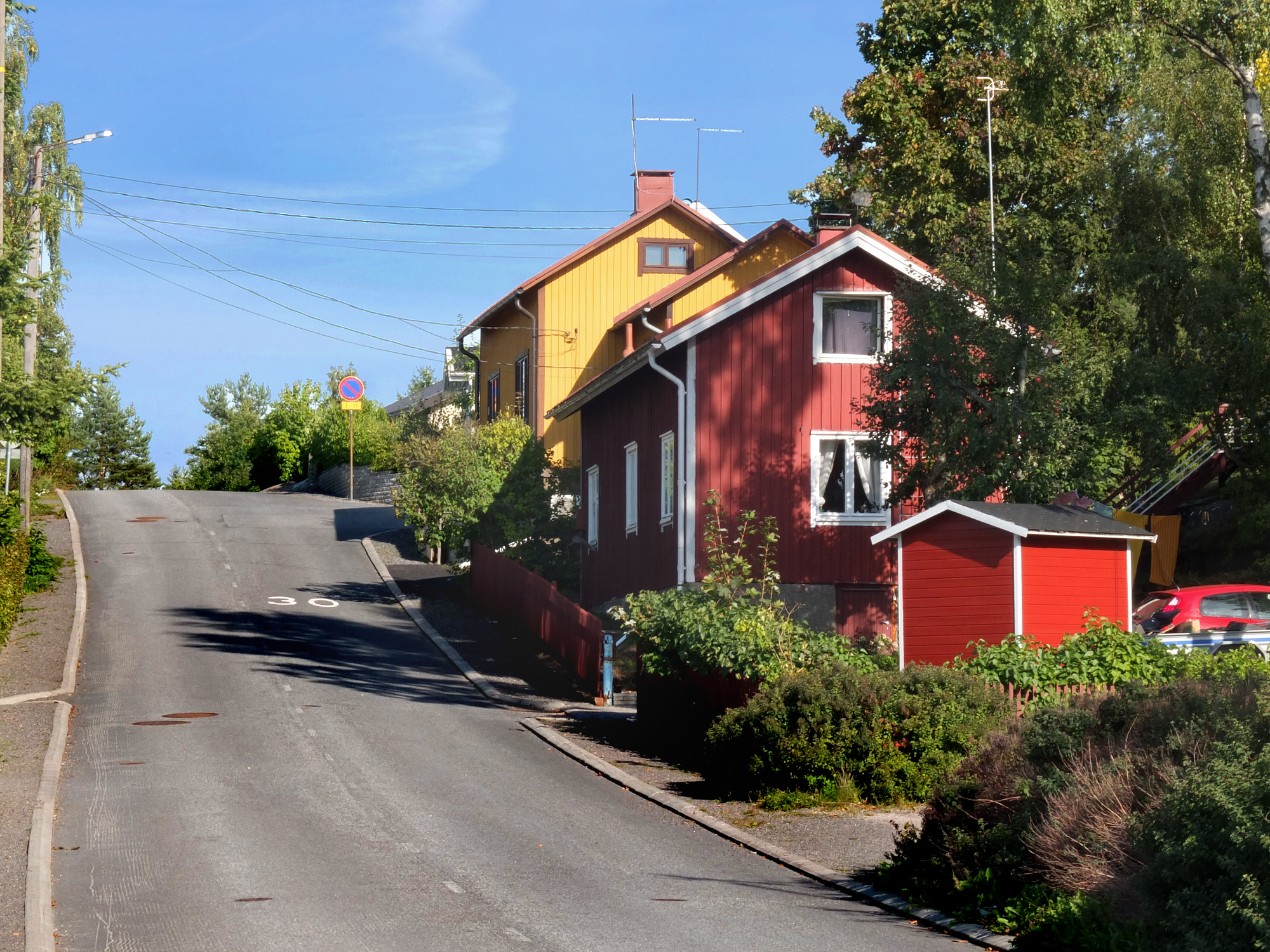
Kvarnbacksvägen.
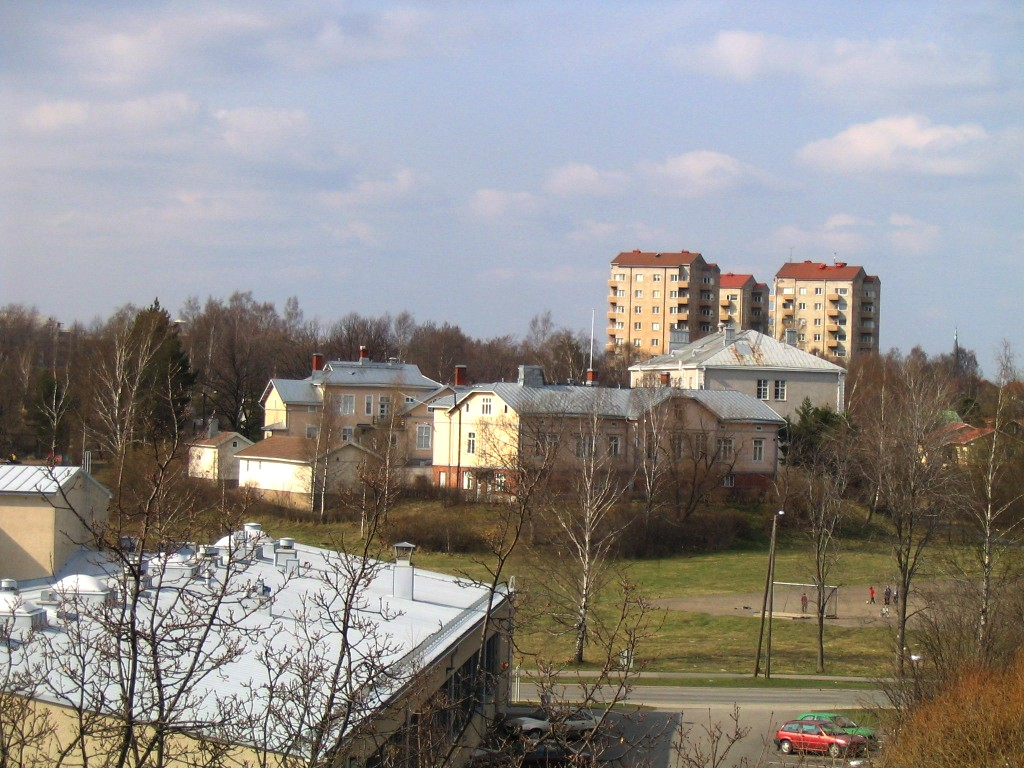
Lillheikkilä skola.